# Ibn Zubayr
Abd Allah al-Zubayr, Ibn Zubayr eller Abdullah ibn az-Zubayr (arabisk: الله بن الزبير عبد) 
x(624 – 692) var en sahabi, hvis far var Zubayr ibn al-Awwam (Muhammeds kone Khadijas nevø), og hvis mor var Asma bint Abu Bakr, Abu Bakrs datter.

## Liv
Abdullah blev født i Banu Asad. Som ung mand deltog han i en række muslimske kampagner mod byzantinerne såvel som mod sassaniderne. Han deltog sammen med sin far i Kamelslaget mod kaliffen Ali.
Ibn Zubayr udråbte sig selv til "emir for de troende" efter Yazid 1.'s død i 683 og blev anerkendt af store dele af den arabiske verden. Ibn Zubayr fik lavet mønter med sig selv på den ene side og med omtale af Muhammed på den anden side. Disse mønter er nogen af de ældste henvisninger Muhammed. Der udbrød borgerkrig mellem umayyaderne og tilhængerne af Ibn Zubayr. I år 692 blev han blev besejret af umayyadernes hær og dræbt ved Mekka efter at have været belejret i byen i et halvt år. 
Ibn Zubayr medregnes ikke i den officielle række af kaliffer.